# Pseudoceles persa
Pseudoceles persa är en insektsart som först beskrevs av Henri Saussure 1884.  Pseudoceles persa ingår i släktet Pseudoceles och familjen gräshoppor. Inga underarter finns listade i Catalogue of Life.